# Mikia lampros
Mikia lampros là một loài ruồi trong họ Tachinidae.